# Apohel-planetoïden
De Apohel-planetoïden zijn een subgroep van de Aten-planetoïden, een planetoïdengroep waarvan de gemiddelde afstand tot de zon kleiner is dan 1 AE. Bij de Apohel-planetoïden is niet alleen de gemiddelde afstand tot de zon kleiner dan 1 AE (astronomische eenheid), ook is het aphelium kleiner dan 1 AE. Er waren er in 2025 slechts 34 ontdekt, waaronder (163693) Atira, (164294) 2004 XZ130, 2004 JG6, 2005 TG45 en 2006 WE4.
De subklasse wordt ook de Atira-klasse genoemd. De naam staat namelijk ter discussie, omdat andere groepen als naam de naam van het eerst ontdekte lid van de groep hebben. Dit heeft deze groep niet, sterker, er bestaat geen planetoïde met de naam Apohel of Apohele, maar het eerste exemplaar kreeg wel de naam Atira.